# 沭阳经济技术开发区

沭阳经济技术开发区是位于江苏省沭阳县的国家级经济技术开发区。于2013年12月经国务院批准成立，管辖面积24.5平方公里。

## 历史
江苏沭阳经济开发区成立于2001年8月。2006年4月升格为省级经济开发区
。2013年12月，经国务院批准升格为国家级经济技术开发区，定名为“沭阳经济技术开发区”。

## 概况
开发区位于沭阳东部新区，面积24.5平方公里。
主要产业有轻纺服装、林木深加工、机械电子、软件、新能源、新材料等。
2011年，开发区实现业务总收入298亿元，规模以上企业销售收入135亿元，财政收入22.7亿元，一般预算收入11.4亿元。
2013年12月升格为国家级经济技术开发区，成为江苏省在2013年获得升级的第二个国家级开发区，也是江苏第24个国家级开发区。

## 公司
开发区有113家亿元以上规模企业。

### 轻纺服装
腾盛纺织、恒达纺织、景茂针织、宝娜斯袜业、邦源纺织

### 机械电子
瑞声科技、江苏晶石科技

### 软件业
有华军软件、广州小聪软件、广州用易软件（集团）、CSDN软件社区、派普科技、冠芝霖通讯

### 新能源
天能集团、江苏邦源光伏新能源、金达光伏科技、爱科新能源

### 新材料
欧亚薄膜、康顺磁性新材料、苏讯科技新材料